# Amaranto de Alejandría
Amaranto (Griego antiguo,  Ἀμάραντος) de Alejandría fue un escritor griego que escribió un comentario en uno de los idilios atribuidos a Teócrito, posiblemente a partir de los escritos de Teón, y una obra titulada  En el escenario (περὶ σκηνῆς) que se ha perdido y probablemente contuviera relatos biográficos de actores, y notas históricas de las representaciones escénicas. Con respecto al tiempo en que vivió, que sabemos con certeza que vivió después de Juba II, rey de Mauritania (siglo 1 a. C.) y fue probablemente un contemporáneo de Galeno.